# Franz Ernst Neumann
Franz Ernst Neumann (Joachimsthal, Alemanha, 11 de setembro de 1798 — Königsberg, Alemanha, 23 de maio de 1895) foi um mineralogista, físico e matemático alemão. É considerado um dos fundadores da física teórica.
Interrompeu seus estudos em Berlim em 1815 para servir como voluntário na campanha contra Napoleão Bonaparte, sendo ferido na batalha de Ligny. Depois da guerra, foi estudar teologia na Universidade de Berlim, mas logo desviou seus interesses para assuntos científicos.
Seus trabalhos tratam principalmente de cristalografia. Logo sua reputação o levou à docência na Universidade de Königsberg, onde, em 1829, tornou-se professor de mineralogia e física. Em 1831 passou a se dedicar ao estudo do calor específico dos corpos, e chegou à lei que leva seu nome: o calor molecular de um corpo é igual à soma do calor atômico de seus componentes.

## Publicações
- Beiträge zur Krystallonomie (em alemão), visualização completa no Google Livros